# 1246
1246 (MCCXLVI) je bilo navadno leto, ki se je po julijanskem koledarju začelo na ponedeljek.

## Dogodki

### Mongolski imperij
- Temügeju, Džingiskanovemu najmlajšemu sinu, spodleti puč proti regentinji Töregene. Svoj interes nemudoma zavaruje njen sin in zakoniti upravičenec do prestola vrhovnega kana Güyük. S tem, ko dobi Güyük v upravljanje vojsko, dobi politično moč.
- 24. avgust - Ustoličenje Güyük Kana za 3. mongolskega vrhovnega kana. Kronanju prisostvuje veliko število tujih odposlancev in (premaganih) vladarjev ter lokalnih guvernerjev.
  - Güyük Kan zavrne papežovo pobudo, ki jo je prinesel odposlanec Giovanni da Pian del Carpine, da se spreobrne v krščanstvo. Namesto tega svetuje, da se evropski vladarji, vključno s papežem, pridejo poklonit njemu v Karakorum. Po ustoličenju začne s postopnimi čistkami materinega kadra.
  - V Čagatajskem kanatu odstavi mladoletnega kana Kara Hülëgüja in ga zamenja z njegovim mlajšim bratom Yesüjem Möngkejem.
- Generalu Baidžuju, enemu redkih mongolskih generalov, ki za časa medvladja vodil agresivno zunanjo politiko, spodleti invazija na severno ajubidsko Mezopotamijo in abasidski Bagdad. Güyük Kan, nezadovoljen, ker je po nepotrebnem razdražil nasprotnike, ga zato zamenja z generalom Eldžididejem.
- 20. september - Zlata horda: Batu Kan usmrti černigovskega kneza Mihaela Černigovskega, ker se le-ta ni hotel udeležiti obreda v spomin Džingiskana.
- 30. september - Regentinja Töregene zastrupi vladimirskega velikega kneza Jaroslava II., ki ga je Batu Kan poslal v Karakorum. V kneževini Vladimir-Suzdal ga nasledi mlajši brat Svjatoslav III.

### Gvelfi vs. gibelini
- Po izobčenju zavzame rimsko-nemški cesar Friderik II. mnogo bolj agresivno držo in osvoji gvelfovski Viterbo. Napredovanje cesarja zaustavi kardinal Raniero Capocci, ki mu papež zaradi uspehov na bojnem polju podeli v upravo Sicilijo.
- Papež najde zarotnike, ki so dovolj blizu Frideriku II. in jim brez zadržkov da nalogo, da umorijo cesarja. Zarota je predčasno odkrita in zarotniki podvrženi kruti torturi. Napredovanje papeževega legata Raniera Capoccija zaustavi cesarju zvesta sicilska vojska.
- 22. maj - Papež Inocenc IV. za nemškega gvelfovskega kralja imenuje turinškega deželnega grofa Henrika Raspeja, ki dobi vzdevek "farški kralj"[1].
- avgust - Bitka pri Niddi: protikralj Henrik Raspe premaga nemškega kralja Konrada IV.[2] Konrad še vedno obdrži Bavarsko, kjer se poroči s princeso Elizabeto Wittelsbaško, in utrdi svoj položaj v Avstriji, ki nima ↓ zakonitega vladarja. 1247 ↔

### Ostalo
- 31. januar - Poroka med grofično Beatriko Provansalsko in francoskim princem Karlom Anžujskim. 1247 ↔
- 25. februar - Po smrti valižanskega princa Gwynedda Dafydd ap Llywelyn nasledita Gwynedd njegova nečaka Llywelyn ap Gruffudd in Owain Goch ap Gruffydd. 1247 ↔
- 28. februar - Rekonkvista: Kastiljci zavzamejo mavrski Jaén. Muslimanski voditelj bližnje Granade Mohamed I. ibn Nasr preda mesto Jaén kastiljskemu kralju Ferdinandu III. v zameno za stabilizacijo vadavine Nasridov v Granadi.
- 6. maj - Umrlega kneza Ahaje Godfreja II. iz Villehardouina nasledi mlajši brat Vilijem II.
- 15. junij - Bitka pri Leithi: maščevalni vojaški pohod madžarskega kralja Béle IV. proti avstrijskemu vojvodi Frideriku II. Babenberškemu, ki je v bitki ubit. 
  - Izumrtje Babenberžanov: po smrti avstrijskega in štajerskega vojvode Friderika II., ki ni zapustil potomcev, sledi pet let dolgo medvladje. Trenutno politično praznino izkoristi nemški štauvfovski[3] kralj Konrad IV., ki je pregnan s severne in osrednje Nemčije. Drugače pa poskušata svoj interes uveljaviti madžarski kralj Béla IV. in češki kralj Venčeslav I. 1251 ↔
  - S smrtjo Friderika II. Babenberškega izgubi zaposlitev tudi minnesinger in vitez Tannhäuser, ki zapusti Avstrijo v iskanju nove službe.
- Pribaltsko mesto Elbing prevzame zakone[4] mesta Lübeck, korak v postopnem oblikovanju trgovsko-politične zveze Hansa.
- Nepriljubljeni portugalski kralj Sančo II. je izobčen in izgnan v Toledo. Njegov prestol nasledi mlajši brat Algonz III., ki pa do bratove smrti ne uporablja kraljevskega naziva. 1248 ↔
- Umrlega bolgarskega carja Kolomana Asena I. nasledi mlajši polbrat Mihael Asen I.
- Ajubidi pod vodstvom emirja Homsa Al-Mansura Ibrahima porazijo nezanesljive Horezmijce in jih razženejo širom Palestine in Sirije. Že huje bolan Al-Mansur Ibrahim kasneje umre na poti v Egipt, kamor ga je na pogovore povabil sultan Al-Malik al-Salih. Nasledi ga sin Al-Ašraf Musa.
- V egiptovskih zaporih umre grof Brienna in križar Valter IV., ki je bil ujet v bitki pri Harbiyahu leta ← 1244.
- Francoski teolog in filozof Robert Grosseteste prevede Aristotelovo Nikomahovo etiko neposredno iz grščine.
- Papež Inocenc IV. proglasi umrlega canterburyjskega nadškofa Edmunda Richa za svetnika.
- Delhijski sultanat: vojska postane nezadovoljna z vladanjem marionetnega delhijskega sultana Ala ud din Masuda, ki je zase zahteval več oblasti, in ga umori. Na "vladarskem" prestolu ga nasledi bratranec Nasir ud din Mahmud, kot 8. sultan Mameluške dinastije. Ker se več ukvarja z religijo kot vladanje, postane veljake razmeroma nemoteč.
- Japonska: cesar Go-Saga abdicira v korist svojega sina Go-Fukakuse, 89. cesarja po seznamu.

## Rojstva
Neznan datum
- Hugo iz Lincolna, angleški otroški svetnik († 1255)
- Nikko, japonski budistični menih, ločina Ničiren († 1333)
- Nikolaj iz Tolentina, italijanski mistik, svetnik († 1305)

## Smrti
- 25. februar - Dafydd ap Llywelyn, valižanski princ Gwynedda (* 1212)
- 6. maj - Godfrej II. iz Villehardouina, francoski vitez, knez Ahaje (* 1195)
- 4. junij - Izabela Angoulêmska, angleška kraljica, soproga Ivana Brez dežele, lusignanska baronica (* 1188)
- 15. junij - Friderik II., avstrijski in štajerski vojvoda (* 1211)
- 28. junij - Al-Mansur Ibrahim, emir Homsa iz dinastije Ajubidov
- 20. september - Mihael Černigovski, knez Černigova, svetnik (* 1179)
- 30. september - Jaroslav II. Vsevolodovič, vladimirski veliki knez (* 1191)
- 8. november - Berengarija Kastiljska, dedna kraljica Kastilije, kraljica Leona (* 1180)
- 26. november - Gerhard iz Malberga, 6. veliki mojster vitezov križnikov (* 1200)

Neznan datum
- Ala ud din Masud, delhijski sultan
- Ednyfed Fychan, valižanski senešal Gwynedda (* 1170)
- Kejhusrev II., seldžuški sultan (* ni znano)
- Koloman I. Asen, bolgarski car (* 1234)
- Pons d'Ortaffa, katalonski trubadur (* 1170)
- Temüge, Džingiskanov najmlajši sin
- Theodora Angelina, bizantinska princesa, avstijska vojvodinja, soproga Leopolda IV.
- Valter IV. Briennski, grof Brienna, križar (* 1205)